# بل-نور (میسوری)
بل-نور (به انگلیسی: Bel-Nor) یک روستا (ایالات متحده آمریکا) در ایالات متحده آمریکا است که در شهرستان سنت لوئیس، میزوری واقع شده‌است.
 بل-نور ۱٫۶۴ کیلومتر مربع مساحت و ۱٬۴۹۹ نفر جمعیت دارد و ۱۹۳ متر بالاتر از سطح دریا واقع شده‌است.